# Yūichirō Miura
Yūichirō Miura (jap. 三浦雄一郎 Miura Yūichirō; ur. 12 października 1932 w Aomori) – japoński himalaista.

## Edukacja
Absolwent Uniwersytetu Hokkaido, który ukończył w 1956 (kierunek weterynaria).

## Kariera wspinacza i narciarska

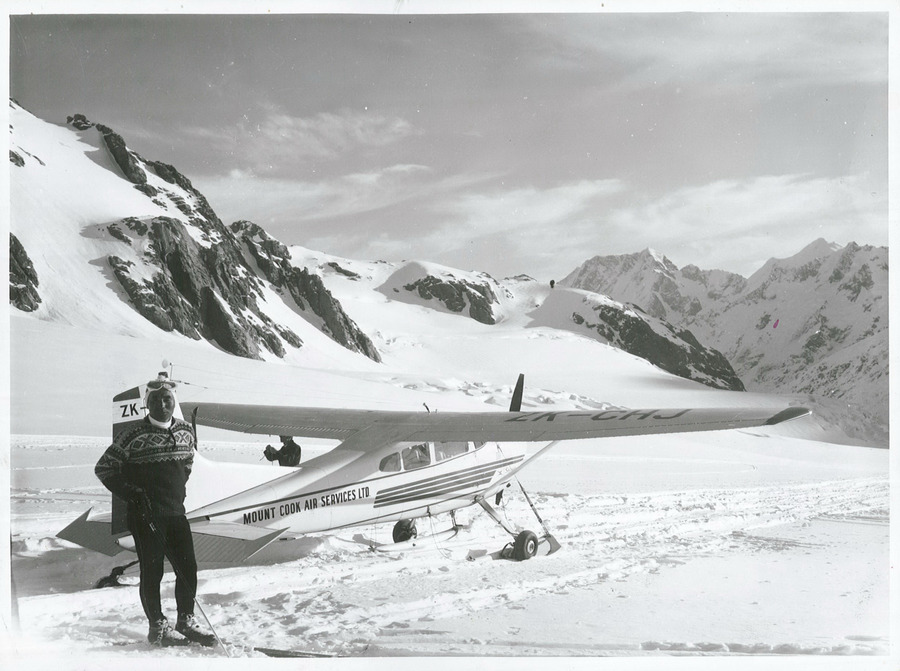
Miura na Lodowcu Tasmana w 1966

W 1964 ustanowił rekord prędkości zjazdu na nartach (172,084 km/h), który jednak został szybko pobity. W 1966 został pierwszym człowiekiem, który zjechał z Fudżi. W tym samym roku zjechał z Góry Kościuszki, w 1967 z Denali (McKinley), w 1968 z Popocatépetl, a w 1969 z Torres del Paine w Cordillera del Paine. W 1981 zjechał z Kilimandżaro razem z ojcem i synem Gotą. W 1983 dokonał tego samego z Masywu Vinsona, w 1985 z Elbrusa i Aconcagui, a w lutym 2003 wraz z ojcem zjechał z Mont Blanc. Na początku lat 90. wycofał się z uprawiania narciarstwa wysokogórskiego z powodu nadwagi, wysokiego ciśnienia tętniczego i zespołu metabolicznego. W 2003 roku, w wieku 70 lat stał się najstarszym zdobywcą Mount Everest. Później rekord ten został pobity przez Min Bahadura Sherchana 25 maja 2008. Miura zdobył szczyt po raz kolejny 26 maja 2008, w wieku 75 lat. Po ponownym zdobyciu szczytu pierwotnie otrzymał tytuł najstarszego zdobywcy najwyższej góry świata, jednakże po odwołaniu Sherchana tytuł ten został Japończykowi odebrany. W międzyczasie przechodził dwie operacje serca - w grudniu 2006 i czerwcu 2007. W 2009 złamał kość miedniczną i lewą kość udową. 23 maja 2013 Japończyk ponownie został najstarszym zdobywcą najwyższej góry świata. Po zdobyciu szczytu oznajmił, że nie zamierza zdobyć szczytu po raz kolejny, nawet jeśli jego rekord będzie zagrożony, jednakże pod koniec 2015 roku powiedział, że planuje zdobyć szczyt po raz czwarty w wieku 90 lat. W styczniu 2019 podjął próbę wejścia na Aconcaguę, jednak za namową lekarzy zrezygnował.
Jest też pierwszym człowiekiem, który zjechał na nartach z Mount Everestu. Dokonał tego 6 maja 1970, kiedy to zjechał ze szczytu Przełęczy Południowej. Zostało to udokumentowane w filmie pt. Człowiek, który zjechał z Everestu (ang. The Man Who Skied Down Everest z 1975 roku, który otrzymał w 1976 Oscara dla najlepszego pełnometrażowego filmu dokumentalnego. W ostatnich sekundach zjazdu przewrócił się, co uratowało mu życie (gdyby nie uległ wypadkowi, wpadłby do szczeliny).

## Życie prywatne
W 1956 wziął ślub z Tomoko. Ma z nią troje dzieci, w tym syna Gotę (uczestnika igrzysk w 1994 i 1998) i córkę Emili (lub Emiri). Doczekał się też trojga wnuków. Jest honorowym obywatelem stanu Waszyngton. Jest synem Keizo Miury.
Jest właścicielem dużego hotelu i szkoły narciarskiej w Sapporo, a także firmy odzieżowej.

## Literatura dodatkowa
- Yūichirō Miura, Eric Perlman: The Man who skied down Everest. San Francisco: Harper & Row, 1978. ISBN 978-0-06-250575-0. (ang.). Brak numerów stron w książce